# تپه گورستان کنشکین
تپه قبرستان کنشکین مربوط به اوایل دوران‌های تاریخی پس از اسلام - دوره صفوی است و در شهرستان تاکستان، روستای کنشگین واقع شده و این اثر در تاریخ ۲۵ اسفند ۱۳۷۹ با شمارهٔ ثبت ۳۱۳۶ به‌عنوان یکی از آثار ملی ایران به ثبت رسیده است.